# Casa de Diogo Cão
A casa de Diogo Cão é uma casa existente na antiga freguesia São Dinis, Distrito de Vila Real, onde nasceu o navegador português do século XV, Diogo Cão.
Esta casa foi construída na segunda metade do século XV.